# Гавіленд (Канзас)
Гавіленд (англ. Haviland) — місто (англ. city) в США, в окрузі Кайова штату Канзас. Населення — 678 осіб (2020).

## Географія
Гавіленд розташований за координатами 37°37′3″ пн. ш. 99°6′19″ зх. д. / 37.61750° пн. ш. 99.10528° зх. д. (37.617595, -99.105143).  За даними Бюро перепису населення США в 2010 році місто мало площу 1,16 км², уся площа — суходіл. В 2017 році площа становила 1,28 км², уся площа — суходіл.

## Демографія
Згідно з переписом 2010 року, у місті мешкала 701 особа в 228 домогосподарствах у складі 162 родин. Густота населення становила 603 особи/км².  Було 261 помешкання (224/км²).
Расовий склад населення:
| - 96,1 % — білих - 1,7 % — корінних американців - 1,1 % — чорних або афроамериканців - 0,6 % — азіатів - 0,1 % — вихідців з тихоокеанських островів |

До двох чи більше рас належало 0,1 %. Частка іспаномовних становила 3,6 % від усіх жителів.
За віковим діапазоном населення розподілялося таким чином: 19,4 % — особи молодші 18 років, 64,8 % — особи у віці 18—64 років, 15,8 % — особи у віці 65 років та старші. Медіана віку мешканця становила 32,8 року. На 100 осіб жіночої статі у місті припадало 88,4 чоловіків;  на 100 жінок у віці від 18 років та старших — 93,5 чоловіків також старших 18 років.
Середній дохід на одне домашнє господарство  становив 45 104 долари США (медіана — 40 341), а середній дохід на одну сім'ю — 50 632 долари (медіана — 45 625). Медіана доходів становила 40 568 доларів для чоловіків та 30 703 долари для жінок. За межею бідності перебувало 25,9 % осіб, у тому числі 40,1 % дітей у віці до 18 років та 9,5 % осіб у віці 65 років та старших.
Цивільне працевлаштоване населення становило 370 осіб. Основні галузі зайнятості: освіта, охорона здоров'я та соціальна допомога — 49,5 %, мистецтво, розваги та відпочинок — 10,3 %, сільське господарство, лісництво, риболовля — 8,1 %, публічна адміністрація — 5,9 %.